# Kasteel Buffavento
Kasteel Buffavento (Grieks: Βουφαβέντο) is een van de drie kastelen die liggen op de bergrug op het noordelijk deel van het eiland Cyprus.
Het kasteel ligt op 950 meter boven de zeespiegel.
Het is het middelste kasteel van de drie kastelen in het Kyreniagebergte. Het kasteel Saint Hilarion in het westen en het Kasteel Kantara in het oosten. Deze 3 kastelen werden gebouwd ter verdediging van het eiland tegen de Arabische invallen. Ze gaven signalen van het ene kasteel naar het andere om elkaar te waarschuwen.

## Afbeeldingen van het Kasteel Buffavento

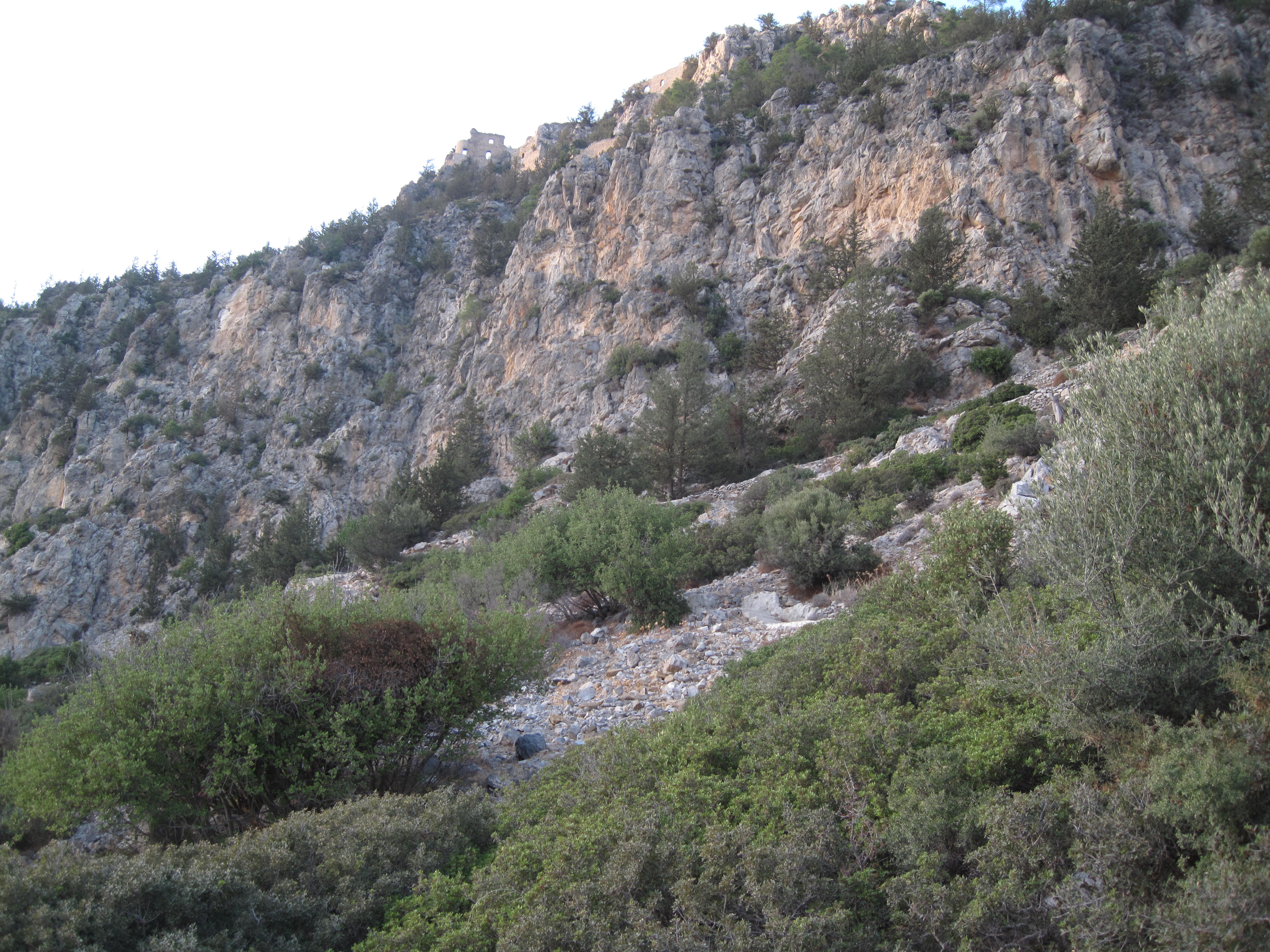
Het kasteel op 950 meter hoogte
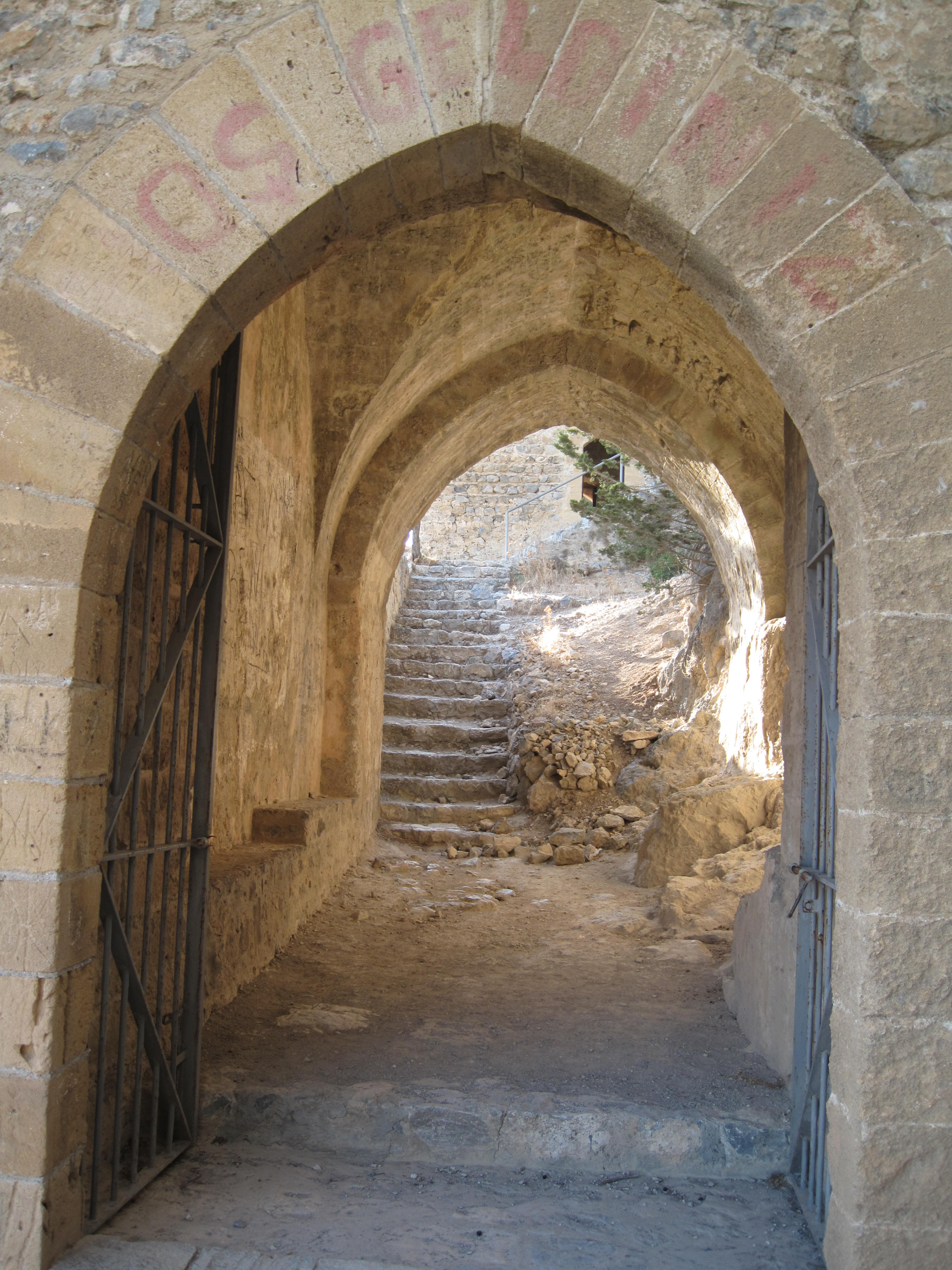
De toegang tot het kasteel
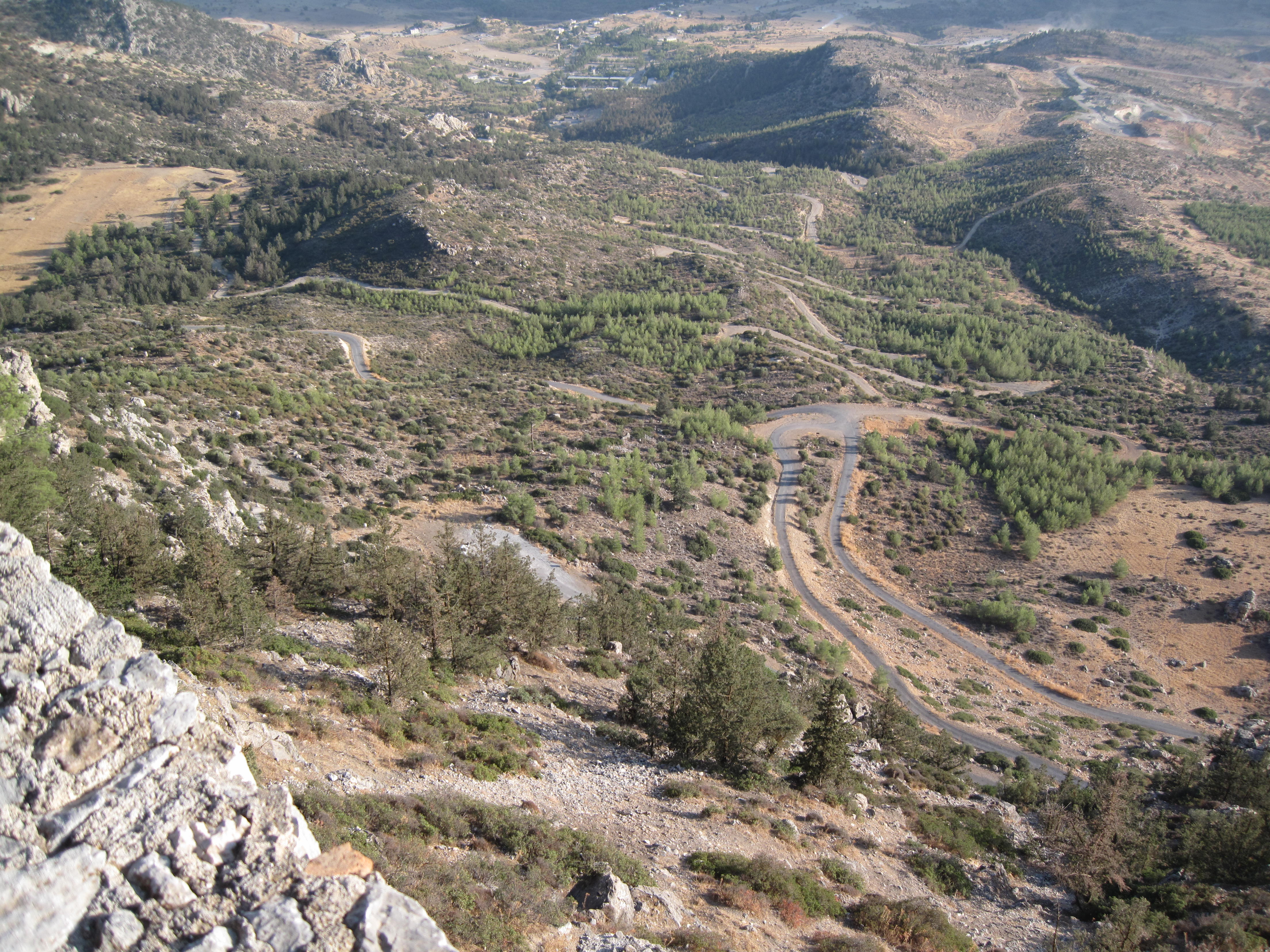
De toegangsweg naar het kasteel
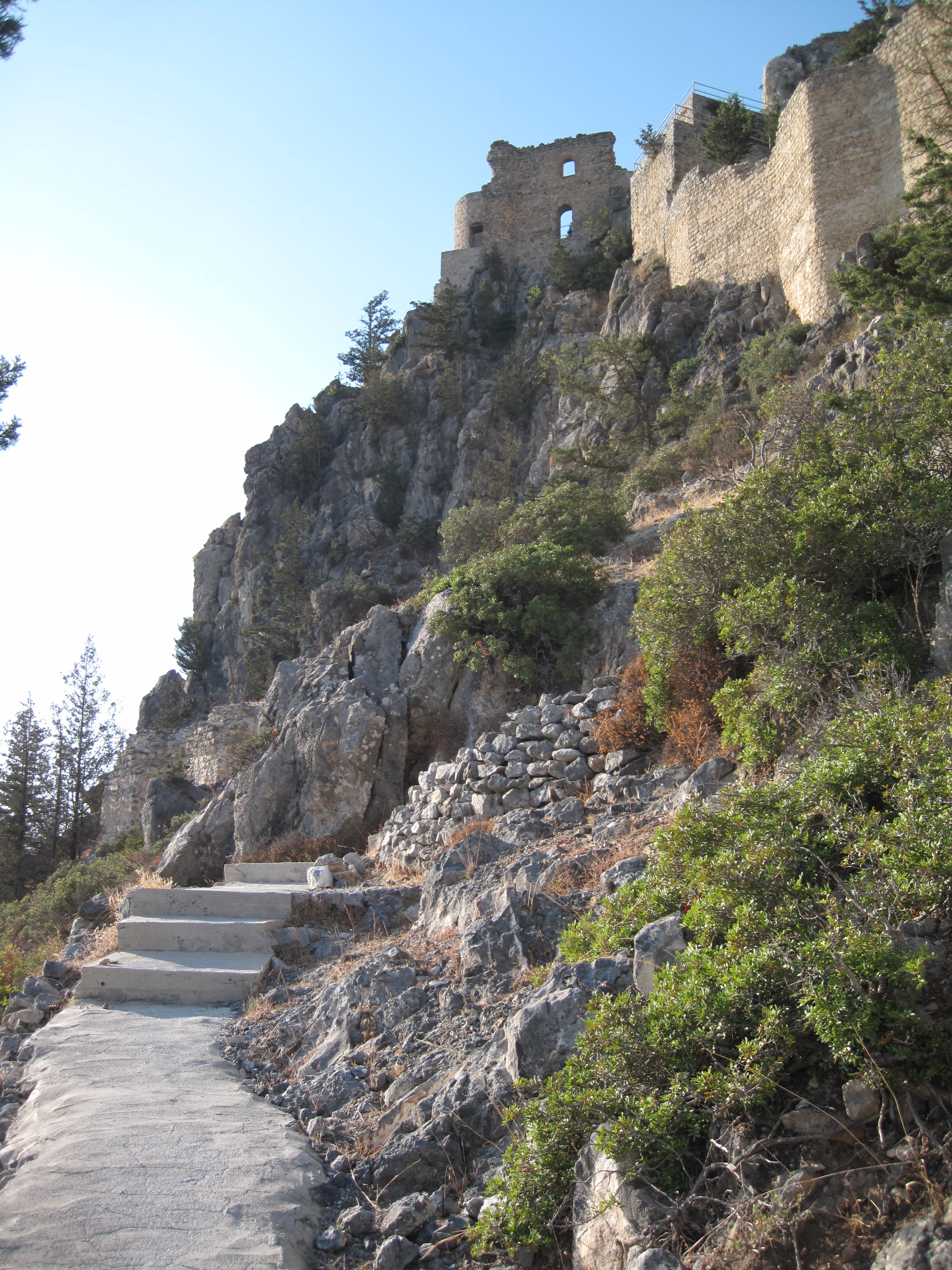
De trap naar het kasteel